# Лейодиды
Гладкотелки, или Лейодиды (лат. Leiodidae) — семейство жесткокрылых. 

## Описание
В современном объёме включает в себя как собственно Leiodidae s. str. (Anisotomidae), так и бывшие семейства Colonidae, Cholevidae (Catopidae), Leptinidae, Platypsyllidae, а также тропическое семейство Camiaridae.
Свыше 3000 видов. В фауне России свыше 220 видов. Имеют размер от 1 до 9 мм. Питаются мицелием грибов, органическими остатками, встречаются троглобионты, ботробионты, мирмекофилы и даже эктопаразиты грызунов и насекомоядных млекопитающих (бобровые блохи).  
Пещерные виды обладают рядом троглобионтных признаков, многие слепы (Graciliella).

## Палеонтология
Древнейшие гладкотелки были найдены в юрских отложениях Монголии. Также представители семейства обнаружены в меловом бирманском янтаре. 